# لقد استنسخوا تايرون
لقد استنسخوا تايرون (بالإنجليزية: They Cloned Tyrone)‏ هو فيلم خيال علمي كوميدي أمريكي قادم من إخراج جويل تايلور في أول فيلم روائي طويل له، من سيناريو تايلور وتوني ريتنماير. الفيلم من بطولة جون بويغا وتيونا باريس وجيمي فوكس. يظهر ديفيد ألان غرير وكيفر ساذرلاند أيضًا في الأدوار الداعمة.

## الحبكة
تدفع سلسلة من الأحداث المخيفة بثلاثية غير متوقعة إلى مسار مؤامرة حكومية شائنة في قبر الغامض.

## طاقم التمثيل
- جون بويغا في دور فونتين.
- تيونا باريس في دور يو يو.
- جيمي فوكس في دور سليك تشارلز.
- ديفيد ألان غرير.
- كيفر ساذرلاند.
- ألفونس نيكلسون في دور إسحاق.
- تامبرلا بيري بدور بيدي.
- إريك روبنسون جونيور في دور بيج موس.

## الإطلاق
الفيلم لأول مرة في مهرجان أفلام السود الأمريكي السابع والعشرون في 14 يونيو 2023. ومن المقرر أن يتم إصداره على نتفليكس في 21 يوليو 2023.